# Rantsoenering

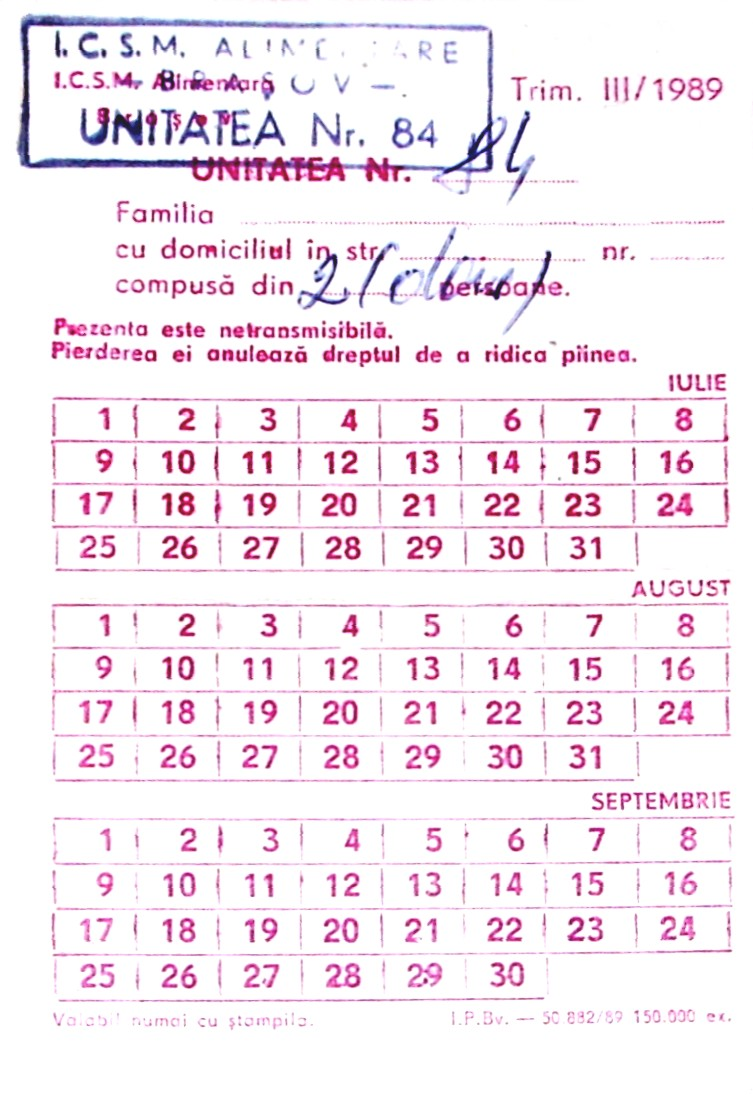
Roemeense rantsoenbon uit 1989

Met rantsoenering wordt een noodzakelijke en eerlijke verdeling van alle goederen over de bevolking bedoeld. Regelmatig ziet men in een oorlog of andere crisissituatie, dat de aanwezige grondstoffen en/of voedsel moeten worden verdeeld, omdat anders het gevaar van hamsteren ontstaat en sommige mensen van voedsel en goederen blijven verstoken. Bovendien zijn sommige hamsteraars in feite speculanten, die misbruik van de situatie maken door de goederen later tegen woekerprijzen te verkopen. 
Wanneer een product als bijvoorbeeld koffie gerantsoeneerd wordt tot 1 pak per persoon, zal in theorie de winkel slechts een pak per persoon verkopen. Maar deze persoon kan meerdere winkels afgaan, of zijn gehele familie op pad sturen om ieder een pak koffie te kopen. Om rantsoenering effectief te laten verlopen, is een controlemiddel nodig: het hanteren van distributiebonnen. 
Op 11 oktober 1939 werd in Nederland suiker als eerste product alleen verkrijgbaar met distributiebonnen. Vanaf januari 1940 gold dit ook voor erwten. Tot in de jaren vijftig bleven veel goederen slechts "op de bon" verkrijgbaar; koffie was in 1952 het laatste product dat ten slotte weer vrij verkrijgbaar werd.
Tijdens de oliecrisis van 1973 werd benzine korte tijd gerantsoeneerd.
In België was er rantsoenering tijdens de Eerste Wereldoorlog (1914-1918), en opnieuw tijdens en na de Tweede Wereldoorlog, van 11 mei 1940 tot 31 december 1948.:p. 7